# Amal Mudallali
Amal Mudallali (arabisch أمل مدللي, DMG Amal Mudallalī; * 1968) ist eine libanesische Diplomatin und Journalistin. Sie ist seit Januar 2018 Ständige Vertreterin ihres Landes bei den Vereinten Nationen in New York.

## Berufsweg
Amal Mudallali hat einen Bachelorabschluss der Libanesischen Universität. Danach absolvierte sie ein Masterstudium an der Syracuse University und wurde an der University of Maryland promoviert. Mudallali arbeitete in Washington, D.C. als Korrespondentin für arabische und englischsprachige Rundfunkanstalten und Medien, unter ihnen BBC und Deutsche Welle.
Von 1998 bis 2005 war Mudallali Sprecherin von Ministerpräsident Rafiq Hariri für die ausländische Presse und leitete sein internationales Pressebüro. Im Jahr 2000 wurde sie zudem außenpolitische Beraterin Hariris, der 2005 bei einem Bombenattentat ums Leben kam. Danach beriet sie seinen Sohn Saad Hariri (Ministerpräsident 2009–2011, 2017–2019, seit 2020) in amerikanischen Angelegenheiten. Von 2013 bis 2016 war sie zudem Gastwissenschaftlerin am Woodrow Wilson Center in Washington, D.C. und gründete dort die Bridges International Group, eine politische Beratungsfirma.
Amal Mudallali wurde 2017 als erste Frau zur Ständigen Vertreterin des Libanon bei den Vereinten Nationen ernannt. Sie überreichte am 15. Januar dem UN-Generalsekretär António Guterres ihre Akkreditierung.
Präsident Jacques Chirac zeichnete Mudallali mit dem Ritterkreuz der Französischen Ehrenlegion aus.